# Бойко Ноев
Бойко Николов Ноев е български политик и дипломат.

## Биография
Роден е на 13 юли 1954 г. в Златица, Софийска област.  Завършва Английската гимназия в София (1973) и „Международни отношения“ (с арабски като първи език) МГИМО, Москва (1981). Заема различни дипломатически длъжности в Министерството на външните работи, по време на дипломатическата си кариера (1981 г. - 1993 г.) започвайки от посолството в Сирия, а след това в различни отдели - Културно сътрудничество, Общи международни въпроси, Европейски и регионални структури, Варшавски Договор, Европейско сътрудничество и институции.
От август 1992 г. е началник на отдел „Европейско сътрудничество и институции“, който се занимава със сътрудничеството с НАТО, ЗЕС, ОССЕ и Съвета на Европа, член и заместник-ръководител на делегациите на България в ОССЕ и в преговорите за Конвенционалните въоръжени сили в Европа.
От октомври 1993 г. е директор на Центъра за подготовка на кадри по националната сигурност (Център за изследване на националната сигурност) към Министерството на отбраната.
В правителството на Любен Беров от 5 януари 1994 г. е заместник-министър на отбраната, отговарящ за военно-политическите въпроси, до 25 април 1994 г. когато подава оставка след скандал с началника на ГЩ армейски генерал Любен Петров.
В служебния кабинет на Ренета Инджова – министър на отбраната (17.10.1994 г. до 26.01.1995 г.)
През 1995 г. се връща на работа във външно министерство. От 1 септември 1996 г. е посланик в Белгия и Люксембург, като от октомври 1996 г. - е и ръководител на постоянната дипломатическа мисия на България към НАТО в Брюксел, до 1999 г.
Заема отново поста министър на отбраната след съществена промяна в състава на правителството на Иван Костов (21.12.1999 г. - 24.07.2001 г.).
Владее английски, френски и руски език.
Женен е, има син и дъщеря.